# Курюксилка
Курюкси́лка (укр. Курюксилка) — левый приток реки Скиноса, расположенный на территории Каушанского, Чимишлийского, Бессарабского (Молдавия) и Тарутинского районов (Одесская область, Украина).

## География
Длина — 23 км. Площадь водосборного бассейна — 79,7 км². Русло реки (отметки уреза воды) в среднем течении (пруд восточнее села Петровск) находится на высоте 88,3 м над уровнем моря. Долина частично изрезана балками и промоинами. Русло в верхнем течении пересыхает. На реке создано несколько прудов (крупнейший — восточнее села Петровск, разделённый государственной границей).
Берёт начало в балке Кружиха, что западнее села Чуфлешты. Река течёт на юг, изначально по территории Молдавии в балке Кружиха, затем служит государственной границей Молдавии и Украины (1,2 км), вновь по территории Молдавии, пересекает государственную границу и течёт по территории Украины, в приустьевой части — делает поворот на юго-запад. Впадает в реку Скиноса (на 14-м км от её устья) юго-западнее села Суховатое.
Приток — балка Сухласват (лев).
Населённые пункты (от истока к устью):
- Карабибер
- Петровск
- Суховатое